# Свети Георги (Субашкьой)
„Свети Георги“ (на гръцки: Αγίου Γεωργίου) е православна църква в сярското село Субашкьой (Нео Сули), Гърция, част от Сярската и Нигритска епархия.

## История
Църквата е разположена в източния край на селото. Тук в османско време са гробищата на селото, първоначално само на източната му махала, а по-късно на цялото село до 1981 година, когато са преместени в местността Продроми. Построена е в 1925 – 1927 година на място, където е имало стар храм. В 1980 година изгаря при пожар и в 1982 година е възстановена като по-голям храм.
Край църквата всяка година на Гергьовден се провежда фестивала Дракоктония – тоест Убиването на дракона. Фестивалът е един от най-впечатляващите в Македония и е уникален за Гърция, като съществува още от османско време. Местната легенда гласи, че някога дракон спрял водата от всички чешми и селяните трябвало да му принесат в жертва царската дъщеря. Селяните обаче се помолили на Свети Георги, който убил дракона. На Дракотония случката се пресъздава, съпроводена с обилно ядене и пиене.